# Supercoppa svizzera (pallacanestro) 2018
La Supercoppa svizzera 2018 fu la 4ª edizione di Supercoppa svizzera di pallacanestro maschile.
La sfida si tenne il 22 settembre 2018 presso la Salle des Isles di Yverdon.

## Tabellino
| Arbitri: | Slobodan Novakovic Antoine Marmy Grégoire Pillet |

|                                        |            |                              |
| Colter 23 Padgett 14 Cotture, Smith 13 | Punti      | 21 Pollard 18 Green 18 Barry |
| Humphrey 8                             | Assist     | 6 Pollard                    |
| Padgett 8                              | Rimbalzi   | 6 Pollard, Barry             |
| Vedran Bosnić                          | Allenatori | Andrea Petitpierre           |

| Quintetto titolare | Quintetto titolare | Quintetto titolare  | Pt   | Rim  | Ass  |
| ------------------ | ------------------ | ------------------- | ---- | ---- | ---- |
| PG                 | 1                  | Derrick Colter      | 23   | 3    | 7    |
| PG                 | 3                  | Terry Smith         | 13   | 1    | 4    |
| AP                 | 8                  | Juraj Kozić         | 4    | 3    | 5    |
| A                  | 0                  | Markel Humphrey     | 11   | 7    | 8    |
| AC                 | 27                 | Arnaud Cotture      | 13   | 7    | 4    |
| Panchina:          |                    |                     |      |      |      |
| A                  | 3                  | Brandon Kuba        | n.e. | n.e. | n.e. |
| AG                 | 7                  | Marko Mlađan        | 6    | 3    | 3    |
| GA                 | 9                  | Guillaume Bourgeois | 0    | 0    | 0    |
| GA                 | 14                 | Roberto Kovac       | 7    | 1    | 4    |
| A                  | 11                 | Axel Tshimini       | 0    | 0    | 0    |
| C                  | 25                 | James Padgett       | 14   | 8    | 0    |
| PG                 | 88                 | Justin Solioz       | 3    | 0    | 0    |
| Allenatore:        |                    |                     |      |      |      |
| Vedran Bosnić      |                    |                     |      |      |      |

| Lions de Genève |  | Lugano Tigers |

| Lions de Genève | Statistiche        | Lugano Tigers |
| --------------- | ------------------ | ------------- |
|                 | Statistiche        |               |
| 28/55 (50.9%%)  | Tiro da 2          | 29/51 (56.9%) |
| 10/24 (41.7%)   | Tiro da 3          | 2/15 (13.3%)  |
| 8/12 (66.7%)    | Tiri liberi        | 13/15 (86.7%) |
| 10              | Rimbalzi offensivi | 8             |
| 23              | Rimbalzi difensivi | 24            |
| 33              | Rimbalzi totali    | 32            |
| 35              | Assist             | 18            |
| 10              | Palle perse        | 15            |
| 10              | Palle rubate       | 4             |
| 5               | Stoppate           | 3             |
| 16              | Falli              | 16            |

| Quintetto titolare | Quintetto titolare | Quintetto titolare  | Pt   | Rim  | Ass  |
| ------------------ | ------------------ | ------------------- | ---- | ---- | ---- |
| PG                 | 0                  | Xavier Pollard      | 21   | 6    | 6    |
| G                  | 5                  | Steven Green        | 18   | 5    | 4    |
| A                  | 16                 | Christian Affolter  | 2    | 1    | 1    |
| AG                 | 13                 | Alex Wilbourn       | 8    | 4    | 1    |
| C                  | 27                 | Nolan Berry         | 18   | 6    | 2    |
| Panchina:          |                    |                     |      |      |      |
| GA                 | 7                  | Andrea Bracelli     | 2    | 1    | 1    |
| AC                 | 20                 | Fernando Mussongo   | 6    | 5    | 0    |
| PG                 | 6                  | Nikola Stevanović   | 2    | 4    | 3    |
| GA                 | 14                 | Raul Barone         | n.e. | n.e. | n.e. |
| GA                 | 10                 | Sebastiano Cavadini | n.e. | n.e. | n.e. |
| PG                 | 24                 | Duško Lukić         | n.e. | n.e. | n.e. |
| PG                 | 8                  | Alex Medolago       | n.e. | n.e. | n.e. |
| Allenatore:        |                    |                     |      |      |      |
| Andrea Petitpierre |                    |                     |      |      |      |

| Supercup 2018             |
| ------------------------- |
| Lions de Genève 2º titolo |